# Cyrus (Jay e Mark Duplass)
Cyrus è un film del 2010 diretto dai fratelli Jay e Mark Duplass, interpretato da John C. Reilly, Jonah Hill e Marisa Tomei.

## Trama
John viene a sapere che la ex moglie Jamie è in procinto di risposarsi; la notizia sconvolge l'uomo che non si è mai ripreso dal divorzio di sette anni prima ed è in una fase di depressione. Dopo un periodo difficile, John decide che anche per lui è giunto il momento di rifarsi una vita: ad una festa conosce Molly e se ne innamora a prima vista. La nuova relazione sembra funzionare a meraviglia, ma la donna ha un figlio ventunenne, Cyrus, che ha uno strano rapporto con la madre e non sembra vedere di buon occhio la nuova relazione della madre.

## Distribuzione
Presentato in anteprima al Sundance Film Festival 2010, il film è stato successivamente distribuito negli Stati Uniti il 18 giugno 2010 a cura di Fox Searchlight Pictures. Il film è stato distribuito nelle sale italiane il 10 dicembre 2010 su distribuzione 20th Century Fox.